# Brad Delson
Brad Delson (n. 1 decembrie 1977, Agoura Hills⁠(d), California, SUA) este un muzician american, cel mai bine cunoscut ca unul dintre membrii fondatori ai trupei rock Linkin Park și chitaristul acesteia.

## Tinerețe
Delson s-a născut și a crescut în Agoura Hills, California. A urmat liceul din Agoura împreună cu amicul său, Mike Shinoda. Delson cânta la trompetă și mai târziu a început să cânte la chitară când avea aproximativ nouă ani. Îi plăcea să asculte Guns N' Roses și Metallica. A cântat în trupa rock Relative Degree în 1995 cu bateristul Rob Bourdon, dar grupul s-a desființat după primul lor spectacol live în 1996.
Delson a studiat la UCLA, unde a fost coleg de cameră cu basistul Dave Farrell timp de trei ani. S-a specializat în studii de comunicare, iar mai târziu a urmat un stagiu pentru Jeff Blue, pe atunci vicepreședintele A&R pentru Zomba Music. Blue și-a împărtășit cunoștințele și experiența cu privire la industria muzicală cu Delson, oferindu-i totodată feedback constructiv în proiectele muzicale. Delson a absolvit cu o diplomă de licență în studii de comunicare de la UCLA în 1999. S-a gândit să urmeze facultatea de drept după absolvire, dar a urmat în schimb o carieră ca muzician profesionist.

## Cariera muzicală

### Linkin Park
Delson, alături de Mike Shinoda și Rob Bourdon, a fondat Xero, prima încarnare a Linkin Park, în 1996. Ulterior, trupa l-a recrutat pe vocalistul Mark Wakefield, pe basistul Dave Farrell și pe DJ-ul Joe Hahn.  După ce Wakefield a părăsit Xero, Delson a apelat la fostul său șef Jeff Blue de la Zomba Music pentru a-l ajuta la găsirea unui înlocuitor. Blue i-a prezentat trupa lui Chester Bennington, care a audiat cu succes și a devenit vocalistul cu normă întreagă al trupei. Ulterior, Blue a devenit vicepreședintele A&R pentru Warner Bros. Records și a ajutat trupa să semneze un contract cu casa de discuri.
Delson a cântat la chitară pe toate cele șapte albume ale lui Linkin Park. De asemenea, a cântat la chitara bas în albumul Hybrid Theory când Farrell a părăsit temporar Linkin Park pentru a merge în turneu cu o altă trupă. După lansarea Hybrid Theory, Delson a fost implicat puternic în producția și direcția creativă a sunetului Linkin Park alături de Shinoda.   Cei doi au coprodus The Hunting Party și One More Light. În timp ce lucra la The Hunting Party, producătorul muzical Rick Rubin l-a încurajat pe Delson să-și arate interpretarea la chitară incluzând mai multe solo-uri la chitară față de albumele anterioare ale trupei. Delson a comentat despre noua abordare: „În ultimele discuri am cântat cu siguranță la chitară în studio, dar m-am concentrat pe alte instrumente… Dar aceste cântece sunt despre redescoperirea chitarei și să mă distrez mult cu ea”. El a supravegheat, de asemenea, operațiunile de afaceri ale trupei, inclusiv marketingul și finanțele lor, alături de colegii de trupă Farrell și Bourdon.
Delson și Linkin Park au intrat într-o pauză nedeterminată de la moartea subită a lui Chester Bennington în 2017.

## Discografie

### Cu Linkin Park
- Hybrid Theory (2000)
- Meteora (2003)
- Minutes to Midnight (2007)
- A Thousand Suns (2010)
- Living Things (2012)
- The Hunting Party (2014)
- One More Light (2017)

## Viața personală
Delson s-a căsătorit cu Elisa Boren în septembrie 2003. Cuplul și-a cumpărat o casă în cartierul Beverleywood din Los Angeles în 2022.
Delson a menționat că cea mai mare influență asupra sa a avut-o cântărețul și vocalistul Sebastian Bach.
Delson este evreu.